# Kitakyūshū
Kitakyūshū (北九州市, Kitakyūshū-shi, litt. « ville de Kyūshū-Nord ») est une ville située dans la préfecture de Fukuoka, sur l'île de Kyūshū, au Japon. Les habitants de la ville sont appelés les Kitakyushiens et Kitakyushiennes.

## Géographie

### Situation
La ville de Kitakyūshū est située dans le nord de l'île de Kyūshū (préfecture de Fukuoka), au Japon. Elle borde le détroit de Kanmon (mer intérieure de Seto). Elle réunit cinq villes, elles-mêmes formant une agglomération unique et étendue, jouxtant également la ville proche de Fukuoka.

### Démographie
En 2016, la population de Kitakyūshū était de 960 525 habitants.
Le mont Sarakura se trouve dans l'arrondissement de Yahatahigashi.

### Divisions administratives
La ville moderne de Kitakyūshū est divisée en sept arrondissements.
|                  | Arrondissement | Superficie (km2) |
|                  |                |                  |
| Kokurakita-ku    | 39,27          |                  |
| Kokuraminami-ku  | 170,25         |                  |
| Moji-ku          | 73,37          |                  |
| Tobata-ku        | 16,66          |                  |
| Yahatahigashi-ku | 36,36          |                  |
| Yahatanishi-ku   | 83,04          |                  |
| Wakamatsu-ku     | 67,86          |                  |

### Climat
| Mois                                             | jan.      | fév.      | mars      | avril     | mai       | juin      | jui.      | août      | sep.      | oct.     | nov.      | déc.      | année     |
| ------------------------------------------------ | --------- | --------- | --------- | --------- | --------- | --------- | --------- | --------- | --------- | -------- | --------- | --------- | --------- |
| Température minimale moyenne (°C)                | 2,8       | 3,2       | 5,9       | 10,2      | 14,9      | 19,3      | 23,7      | 24,6      | 20,6      | 14,8     | 9,3       | 4,7       | 12,8      |
| Température moyenne (°C)                         | 6,2       | 6,9       | 10        | 14,7      | 19,3      | 22,7      | 26,8      | 27,8      | 24        | 18,8     | 13,3      | 8,3       | 16,6      |
| Température maximale moyenne (°C)                | 9,8       | 10,9      | 14,4      | 19,6      | 24,2      | 27        | 30,7      | 31,9      | 28,1      | 23,2     | 17,7      | 12,2      | 20,8      |
| Record de froid (°C) date du record              | −4,6 2016 | −6,2 1977 | −3,8 1977 | 0,5 1985  | 6,4 1980  | 10,5 1981 | 15,4 1982 | 17,6 2016 | 8,9 1987  | 3,5 1986 | 0,7 1979  | −3,6 2005 | −6,2 1977 |
| Record de chaleur (°C) date du record            | 19 2020   | 24 2004   | 25,2 2010 | 30,1 2005 | 32,4 2000 | 34,2 1997 | 36,9 1994 | 36,7 2016 | 34,5 2003 | 33 2005  | 26,4 2020 | 24,8 2018 | 36,9 1994 |
| Ensoleillement (h)                               | 101,8     | 113,2     | 159,5     | 188,6     | 205       | 139,2     | 167,6     | 196,2     | 159,8     | 170,5    | 131,5     | 102,9     | 1 835,7   |
| Précipitations (mm)                              | 87,9      | 79,2      | 114,2     | 125,4     | 142,9     | 239,5     | 314,6     | 198,1     | 165,9     | 85,2     | 91,8      | 75,9      | 1 720,5   |
| Nombre de jours avec précipitations              | 10,8      | 10,4      | 10,9      | 10        | 9         | 12,3      | 11,8      | 10        | 9,7       | 7,3      | 9,4       | 9,8       | 121,6     |
| dont nombre de jours avec précipitations ≥ 10 mm | 2,8       | 2,9       | 4,3       | 4,3       | 4,1       | 6,1       | 6,5       | 4,7       | 4,2       | 2,5      | 3,2       | 2,7       | 48,3      |

| Diagramme climatique                                  |             |              |               |               |             |               |               |               |              |             |             |
| J                                                     | F           | M            | A             | M             | J           | J             | A             | S             | O            | N           | D           |
| 9,82,887,9                                            | 10,93,279,2 | 14,45,9114,2 | 19,610,2125,4 | 24,214,9142,9 | 2719,3239,5 | 30,723,7314,6 | 31,924,6198,1 | 28,120,6165,9 | 23,214,885,2 | 17,79,391,8 | 12,24,775,9 |
| Moyennes : • Temp. maxi et mini °C • Précipitation mm |             |              |               |               |             |               |               |               |              |             |             |

## Histoire

### XIXesiècle
La préfecture de Kokura est créée en 1871 par scission de la préfecture de Fukuoka, à l'abolition du système clanique. Le vieux bâtiment en bois accueillant les bureaux de la préfecture existe toujours et a été restauré. Il est en face du Riverwalk Kitakyūshū. En 1876, la préfecture de Kokura est absorbée par la préfecture de Fukuoka. La ville de Kokura est fondée en 1900.

### XXesiècle
Yahata, aujourd'hui un quartier de Kitakyushu, est la cible des premiers bombardements américains le 16 juin 1944 par 75 Boeing B-29 Superfortress partis de Chine.
Le 6 août 1945, la ville de Kokura, aujourd'hui un quartier de Kitakyushu, fut sélectionnée comme solution de repli si une mauvaise visibilité sur Hiroshima empêchait le bombardement. Elle fut ensuite la cible première du bombardement nucléaire du 9 août 1945. Le major Charles Sweeney avait l'ordre de larguer la bombe Fat Man visuellement. Les trois tentatives échouent, d'une part à cause du mauvais temps, d'autre part à cause de la fumée venant de Yahata, située à seulement 7 km à l'ouest de Kokura, et qui avait été bombardée la veille. De plus, un écran de fumée avait été créé à Kokura par des ouvriers en brûlant des barils de goudron pour gêner un éventuel bombardement. La bombe Fat Man est finalement larguée sur la ville de Nagasaki, la cible secondaire.
La ville moderne de Kitakyushu est fondée le 10 février 1963. Elle est créée par la fusion de cinq municipalités : Moji, Kokura, Tobata, Yahata et Wakamatsu, organisées autour de l'ancien centre féodal de Kokura.

## Transports
La gare de Kokura est la gare principale de la Kitakyushu, desservie par la ligne Shinkansen Sanyō.
La gare de Mojikō est la plus ancienne gare du Kyūshū.
L'aéroport de Kitakyushu, le quatrième du Japon, est situé sur une île artificielle.
Le port de Moji-ku est relié au Kansai par liaisons maritimes régulières assurées par les compagnies Hankyu Ferry et Meimon Taiyō Ferry. Depuis le 1er juillet 2021, le port est également relié au Kantō par les navires de la compagnie Tokyo Kyushu Ferry.

## Culture locale et patrimoine
En 2012, un spécimen complet de Yamatocetus a été découvert sur le territoire de la ville de Kitakyushu.

## Urbanisme
Hiroshime abrite quelques gratte-ciel (six).
Le plus ancien est le Rihga Royal Hotel Kokura qui date de 1993.
Le plus haut est la Kokura D.C. Tower haut de 146 mètres.

## Sport
La ville est choisie pour organiser la 50e édition des championnats du monde de gymnastique artistique et la 38e édition des championnats du monde de gymnastique rythmique en 2021.

## Jumelages
- Tacoma (États-Unis) depuis 1959
- Norfolk (États-Unis) depuis 1959
- Dalian (Chine) depuis 1979
- Incheon (Corée du Sud) depuis 1988
- Minamikyūshū (Japon) depuis 2008

## Personnalités liées
- Seichō Matsumoto (1909-1992), auteur de romans policiers, y est né.
- Tetsuya Théodore Fujita (1920-1998), scientifique qui a donné son nom à l'échelle de Fujita, y est né.
- Shin'ichirō Takada (1923-2014), dessinateur de manga, y est né.
- Otake Hideo (1942-), joueur de go, y est né.
- Ken'ichi Ōmae (1943-), économiste, y est né.
- Linda Yamamoto (1951-), chanteuse et actrice, y est née.
- Akiko Sekine (1975-), triathlète, y est née.
- Katsuya Onizuka (1980-), boxeur, champion du monde poids super-mouche, y est né.
- Akihito Yamada (1985-), joueur de rugby international japonais, y est né.
- Naoya Wada (1986-), compositeur de musique classique, y est né.
- Makoto Sakurai (1972-), activiste d'extrême-droite, y est né.
- Abdul Hakim Sani Brown (1999-), athlète spécialiste du 100 m et 200 m, y est né.
- Tsukasa Hōjō (1959-), dessinateur de manga, y est née
- Keita Takahashi (1975-), créateur de jeu vidéo, y est née